# Danuta Koźmian
Danuta Irena Koźmian (ur. 24 kwietnia 1936 we Włocławku) – polski pedagog i historyk wychowania, profesor nauk humanistycznych związana z Uniwersytetem Szczecińskim.

## Życiorys

### Edukacja
Szkołę podstawową skończyła w Kętrzynie w roku 1949, tamże uczęszczała do liceum ogólnokształcącego i w 1953 r. zdała egzamin dojrzałości. Mimo zdanych egzaminów wstępnych nie została przyjęta do Akademii Medycznej w Gdańsku ani na Wydział Prawa Uniwersytetu im. Adama Mickiewicza (UAM) w Poznaniu. W latach 1958–1960 uczęszczała na zajęcia do szczecińskiego Ośrodka Średnich Szkół Medycznych; po ukończeniu nauki otrzymała stanowisko nauczyciela zawodu w Medycznym Studium Zawodowym w Szczecinie.
Studia na UAM skończyła w trybie zaocznym. Studiowała na Wydziale Filozoficzno-Historycznym, początkowo na kierunku historia, a później – pedagogika z historią. Pracę magisterską, wykonaną pod opieką Stanisława Michalskiego (1928–1990) – specjalisty w zakresie historii wychowania, obroniła w roku 1970.

### Praca zawodowa
Po ukończeniu studiów została zatrudniona na etacie naukowo-dydaktycznym w Zakładzie Pedagogiki Ogólnej Wyższej Szkoły Pedagogicznej w Szczecinie. Badania naukowe wykonywała w dziedzinie historii wychowania pod opieką Stanisława Michalskiego. W roku 1978 otrzymała stopień doktora nauk humanistycznych w zakresie pedagogiki na podstawie pracy pt. Kształcenie i dokształcanie nauczycieli szkół podstawowych w województwie szczecińskim w latach 1945–1970, a w roku 1992 – habilitację (na Wydziale Studiów Edukacyjnych UAM). Została profesorem nadzwyczajnym w roku 1994, tytuł profesora nauk humanistycznych otrzymała w maju 1998, a od roku 2001 była profesorem zwyczajnym.
W szczecińskiej uczelni, która ulegała kolejnym przemianom od Wyższej Szkoły Nauczycielskiej, poprzez Wyższą Szkołę Pedagogiczną do Uniwersytetu Szczecińskiego, Danuta Koźmian wypromowała – do roku uroczyście obchodzonego jubileuszu 70-lecia (2007) – pięciu doktorów i 560 magistrów. Pełniła funkcję zastępcy dyrektora Instytutu Pedagogiki i Psychologii US, przewodniczącej Senackiej Komisji Wydawniczej i pełnomocnika rektora US do spraw powołania Wydziału Teologicznego (1999–2004).

## Publikacje
W wykazie publikacji Danuty Koźmian znajduje się 10 monografii, ponad 100 artykułów naukowych i rozpraw, przewodniki metodyczne i inne materiały (np. recenzje, raporty z badań, programy nauczania). Prace dotyczą m.in. problemów pedagogiki ogólnej, systemów oświaty w II RP i Polsce po II wojnie światowej (zwłaszcza na tzw. Ziemiach Odzyskanych), koncepcji samorządności i spółdzielczości uczniowskiej, wśród nich np.: 

1. Kształcenie i dokształcanie nauczycieli szkół podstawowych w województwie szczecińskim w latach 1945–1970 (1986),
2. Rozwój Wyższej Szkoły Pedagogicznej w Szczecinie w latach 1968–1983, Szczecin (1985),
3. Samorząd uczniowski w polskiej pedagogice Drugiej Rzeczypospolitej (1918–1939), (1991),
4. Poglądy społeczno-pedagogiczne Aleksandra Kazimierza Patkowskiego (1890–1942), (1994),
5. Chrześcijańska myśl wychowawcza Fryderyka Wilhelma Foerstera i jej recepcja w Polsce (1996),
6. Zapomniani pedagodzy lat międzywojennych (1997),
7. Droga do Uniwersytetu Szczecińskiego w opinii prasy centralnej i regionalnej w latach 1981–1985 (2000)[8],
8. Człowiek Nauczyciel Uczony – Bolesław Sadaj (1908–1997)[9] (2003),
9. Janusz Jędrzejewicz – polityk i pedagog (1885–1951) (2004),
10. Działalność Liceum Pedagogicznego imienia Adama Mickiewicza w Gorzowie Wielkopolskim w latach 1950–1970 (2005),
11. Udział kobiet-pedagogów w rozwoju pedagogiki specjalnej w Polsce okresu międzywojennego (1918–1939)[10] (2005).

## Odznaczenia[11]
- Krzyż Kawalerski Orderu Odrodzenia Polski
- Złoty Krzyż Zasługi
- Srebrny Krzyż Zasługi
- Medal 40-lecia Polski Ludowej
- Medal Komisji Edukacji Narodowej
- Krzyż Więźnia Politycznego Okresu Stalinowskiego
- Medal „Zasłużony dla Ziemi Gorzowskiej”
- Odznaka Honorowa Gryfa Pomorskiego

## Życie prywatne
Z mężem, Franciszkiem Koźmianem, miała córkę – Grażynę Koźmian-Kantorską.